# 79810 Giancarlociani
79810 Giancarlociani è un asteroide della fascia principale. Scoperto nel 1998, presenta un'orbita caratterizzata da un semiasse maggiore pari a 2,662013 UA e da un'eccentricità di 0,231270, inclinata di 14,778548° rispetto all'eclittica. Ha un diametro di 5,939 km.